# Ramón Tolosa
Ramón Jesus Tolosa Calvo (* 4. Mai 1960 in Paipa) ist ein ehemaliger kolumbianischer Radrennfahrer.

## Sportliche Laufbahn
Tolosa war im Straßenradsport aktiv. Im Rennen Clásico RCN 1979 wurde er Sieger der Nachwuchswertung. 1982 gewann er eine Etappe in der Vuelta a Guatemala, 1984 in der Vuelta a Colombia. 1983 kam er im Etappenrennen Clásico RCN und in der Vuelta a Cundinamarca auf den dritten Platz. 1984 siegte Tolosa im Straßenrennen der Panamerikanischen Meisterschaften vor Fabio Parra.
Von 1986 bis 1990 war er Berufsfahrer. In der Tour de l’Avenir 1986 kam er auf den 87. Rang. 1988 startete er für das Radsportteam Pony Malta in Vuelta a España, beendete aber die Rundfahrt nicht.